# Kenta Kano
Kenta Kano (狩野 健太, Kano Kenta) est un footballeur japonais né le 2 mai 1986 à Shizuoka. Il est milieu de terrain.

## Palmarès
- Championnat du Japon : 2017